# Megaptera
Genre
Synonymes
- Perqualus Gray, 1846
- Kyphobalaena Eschricht, 1849
- Poescopia Gray, 1864
- Cyphobalaena Marschall, 1873

Megaptera est un genre de cétacés mysticètes de la famille des Balaenopteridae. Il ne comprend qu'une seule espèce actuelle : la Baleine à bosse (Megaptera novaeangliae).

## Aire de répartition

Carte de l'aire de répartition de la Baleine à bosse :
zones d'origines ;
zones où il est inexistant.

La Baleine à bosse se rencontre dans tous les océans, à l'exception notable de la partie orientale de la mer Méditerranée, la mer Baltique ou l'océan Arctique. L'espèce fossile Megaptera miocaena a été découverte au Japon et en Californie, aux États-Unis durant le Miocène.

## Taxinomie
Ce genre a été décrit pour la première fois en 1846 par le zoologiste britannique John Edward Gray (1800-1875). Il a pour synonymes Cyphobalaena, Kyphobalaena, Perqualus et Poescopia,.
La seule espèce actuelle du genre étant la Baleine à bosse, Megaptera est traditionnellement considéré comme étant un genre monospécifique, mais il comprend aussi une espèce fossile : Megaptera miocaena.

### Liste des espèces
L'espèce actuelle selon Catalogue of Life (6 décembre 2013), ITIS (6 décembre 2013), Mammal Species of the World (version 3, 2005)  (6 décembre 2013) et NCBI (6 décembre 2013) est :
- Megaptera novaeangliae (Borowski, 1781) - Baleine à bosse.

Les espèces éteintes selon Paleobiology Database (6 décembre 2013) sont :
- † Megaptera miocaena (Kellogg, 1922) ;
- Megaptera novaeangliae (Borowski, 1781) - Baleine à bosse.

### Protologue
- (en) John Edward Gray, « The Annals and Magazine of Natural History », Taylor & Francis, 1re série, vol. 17,‎ 1846, p. 83.